# Национальный колледж искусств (Лахор)
Национальный колледж искусств Пакистана (урду نیشنل کالج آف آرٹس‎; англ. National College of Arts, NCA) — государственная художественная высшая школа, расположенная в пакистанском городе Лахор (Пенджаб); основан в 1875 году, является старейшей художественной школой в стране и второй старейшей в Южной Азии; состоит из пяти отделов — изобразительного искусства, дизайна, кино и телевидения, музыковедения и архитектуры — и насчитывает более 800 студентов; с 1993 года управляет галереей «Zahoor ul Akhlaq Gallery», где проводит временные выставки. В стенах ВУЗа располагается отделение по архитектуре ЮНЕСКО.

## История и описание
Национальный колледж искусств Пакистана (NCA) был основан в 1875 году как училище декоративно-прикладного искусства «Школа промышленного искусства Мейо» (Mayo School of Industrial Arts); создание училища стало ответом властей Британской империи на массовое движение «Искусства и ремёсла», распространившееся в те годы в Британской Индии. Сама школа была названа в честь убитого в феврале 1872 года британского наместника — сэра Ричарда Бурка, 6-го графа Мейо; Джон Локвуд Киплинг, отец писателя Редьярда Киплинга, стал первым директором школы — он же был назначен и первым куратором Лахорского музея, который открылся в том же году в соседнем здании. Киплинг-старший занимал свой пост до 1890 года, пока не был сменён сэром Андрюсом (W. F. H. Andrews).
Уже после обретения Пакистаном независимости, в 1958 году, школа была переименована в «Национальный колледж искусств». Колледж стал главным художественным учреждением в стране; в 1960-х годах он был передан от министерства промышленности министерству образования. В 1985 году колледж стал высшим учебным заведением — он получил права присуждать учёные степени, а в 1999 году в нём были созданы первые программы для подготовки специалистов с высшим образованием. В 2006 году школа открыла свой второй кампус (филиал) — он разместился в городе Равалпинди и получил университетский устав в июне 2011 года.
В ВУЗе есть отделы и кафедры архитектуры, изобразительных искусств, дизайна, музыковедения, кино и телевидения, медиа-искусства и другие. С 1993 года к нему относится и галерея «Zahoor ul Akhlaq Gallery», в помещениях которой проходят временные выставки произведений современного искусства — как персональные, так и тематические. С 2013 года колледж возглавляет художник и скульптор Муртаза Джафри (род. 1958). За годы существования из стен училища и ВУЗа выпустились Бхагат Сингх, революционер Сухдев Тапар (1907—1931), актёр Али Зафар и певец Имран Аббас.